# Más allá del olvido
Más allá del olvido és una pel·lícula dramàtica argentina en blanc i negre de 1956, dirigida per Hugo del Carril, amb guió de Eduardo Borrás i música de Tito Ribero. És protagonitzada per Laura Hidalgo, Hugo del Carril i Eduardo Rudy i està basada en la novel·la del belga Georges Rodenbach Bruges-la-morte. La pel·lícula després seria comparada per la seva similitud amb Vertigen (D'entre els morts) d'Alfred Hitchcock.
El seu rodatge va començar el 9 d'agost de 1955, però es va veure interromput durant diverses setmanes quan Hugo del Carril va ser capturat per la Revolució Alliberadora. Finalment va finalitzar al desembre i va ser estrenada el 14 de juny de 1956.
En una enquesta de les 100 millors pel·lícules del cinema argentí duta a terme pel Museo del Cine Pablo Ducrós Hicken l'any 2000, la pel·lícula va aconseguir el lloc 41. En una nova versió de l'enquesta organitzada en 2022 per les revistes especialitzades La vida útil, Taipei i La tierra quema, presentada al Festival Internacional de Cinema de Mar del Plata, la pel·lícula va aconseguir el lloc 18.

## Sinopsi
Fernando de Arellana (Hugo del Carril), un home adinerat, perd a la seva jove esposa Blanca (Laura Hidalgo) i després d'un llarg període de depressió coneix en un cabaret francès a Mónica (interpretada també per Laura Hidalgo), que és idèntica en aspecte a la seva difunta esposa però diferent en tota la resta. Ella i Fernando es casen, mentre que l'antic company de Mónica, Luis (Eduardo Rudy), planeja una venjança contra ella per haver-lo denunciat abans d'anar-se'n.

## Repartiment
- Laura Hidalgo - Blanca y Mónica de Arellano
- Hugo del Carril - Fernando de Arellano
- Eduardo Rudy - Luis Marcel/Mauricio Pontier
- Gloria Ferrandiz - Sabina
- Ricardo Galache - Santillán
- Pedro Laxalt - Don Álvaro
- Francisco López Silva - Esteban
- Ricardo de Rosas - Bernabé
- Alberto Barcel
- Alfredo Almanza
- Rafael Diserio
- Víctor Martucci - Metge amic de Santillán
- Lili Gacel - Herminia[1]

## Recepció
La película, estrenada al juny de 1956 després d'un període de prohibició d'Hugo del Carril, va passar inadvertida i no va tenir èxit. No obstant això, Domingo Di Núbila va dir:
| « | La direcció va ser excel·lent. Laura Hidalgo, animant a les dues esposes, va rendir el millor treball de la seva carrera, no sols en versatilitat, sinó també en seguretat i mesura d'actriu. El mateix del Carril, menys exigit, va actuar amb expressiva sobrietat i Eduardo Rudy va fer un vilà excel·lent. | » |

Ángel Faretta va expressar per la seva part que la pel·lícula és «el més gran film argentí mai realitzat».